# Чемпионат Израиля по русским шашкам среди женщин
Чемпионат Израиля по русским шашкам среди женщин — ежегодное соревнование по шашкам, проводимое Федерацией шашек Израиля.

## Призёры
| Дата | Золото                             | Серебро              | Бронза            |
| 2007 | Елена Соркина                      | Лина Гохман          | Жанна Спектор     |
| 2008 | Елена Соркина                      | Зинаида Александрова | Ольга Радовицкая  |
| 2009 |                                    |                      |                   |
| 2010 | Елена Соркина                      | Зинаида Александрова |                   |
| 2011 | Зинаида Александрова               | Елена Соркина        | Лина Розен        |
| 2012 | Зинаида Александрова               | Жанна Спектор        | Елена Соркина     |
| 2013 | Зинаида Александрова               | Елена Соркина        | Лина Розен        |
| 2014 | Зинаида Александрова               | Елена Соркина        | Валерия Волынкина |
| 2015 | Зинаида Александрова Елена Соркина | ---                  | Валерия Волынкина |
| 2016 |                                    |                      |                   |
| 2017 | Зинаида Александрова               | Валерия Волынкина    | Елена Соркина     |
| 2018 |                                    |                      |                   |
| 2023 | Валерия Волынкина                  | Елена Соркина        | Марианна Темина   |